# Західний Кеї-Кечил
Західний Кеї́-Кечи́л (індонез. Kei Kecil Barat) — один з 6 районів округу Південно-Східне Малуку провінції Малуку у складі Індонезії. Розташований на південному-заході острова Кеї-Кечил та сусідніх дрібних Кеї-Танімбар, Нухута, Ур, Манір (Ваха), Уджір, Варбал, Воха, Татоа, Ліак. Адміністративний центр — село Охоїдертуту.
Населення — 7346 осіб (2012; 5728 в 2010).

## Адміністративний поділ
До складу району входять 8 сіл:
| Населений пункт    | Населення, осіб (2010) |
| ------------------ | ---------------------- |
| Варбал, село       | 751                    |
| Мадваєр, село      | 249                    |
| Охоїдертуту, село  | 1439                   |
| Охоїра, село       | 1161                   |
| Охоїрен, село      | 507                    |
| Сомлаїн, село      | 560                    |
| Танімбар-Кеї, село | 456                    |
| Ур-Пулау, село     | 605                    |